# Polina Astachowa
Polina Hryhoriwna Astachowa (ukrainisch Поліна Григорівна Астахова, häufig auch in der russischen Form Полина Григорьевна Астахова/Polina Grigorjewna Astachowa; * 30. Oktober 1936 in Saporischschja, Sowjetunion; † 5. August 2005 in Kiew, Ukraine) war eine sowjetische Kunstturnerin.
Astachowa gewann bei den Olympischen Spielen 1956, 1960 und 1964 jeweils die Goldmedaille mit der sowjetischen Riege und 1960 und 1964 Gold am Stufenbarren.
Anschließend war sie Trainerin und führte bei den Olympischen Spielen in München 1972 die sowjetische Mannschaft zum Titelgewinn. 2002 wurde sie in die International Gymnastics Hall of Fame aufgenommen. Astachowa lebte in ihren letzten Lebensjahren zurückgezogen in Kiew, litt an schwerem Asthma bronchiale. Sie starb im Alter von 68 Jahren in Kiew und wurde dort auf dem Baikowe-Friedhof beerdigt.